# Greenlee County
Greenlee County er et amt i delstaten Arizona, USA.
Amtet blev grundlagt i 1909 af en del fra Graham County og er opkaldt efter Mason (Masin) Greenlee, som var den første indbygger i Clifton-området. Byen Clifton er amtets hovedsæde.

## Ekstern henvisning
- Billeder fra Greenlee County Arkiveret 7. november 2005 hos  Wayback Machine